# Clytopsis dimidiaticornis
Clytopsis dimidiaticornis är en skalbaggsart som först beskrevs av Louis Alexandre Auguste Chevrolat 1860.  Clytopsis dimidiaticornis ingår i släktet Clytopsis och familjen långhorningar. Inga underarter finns listade i Catalogue of Life.